# 林康次
林 康次（はやし こうじ）は、日本の文学者。愛媛大学法文学部教授。成蹊大学文学部英米文学科卒業。東京都立大学 (1949-2011)大学院人文科学研究科英文学修士課程修了。2022年11月10日没。叙正四位、瑞宝中綬章追贈。

## 経歴
- 1969年 - 成蹊大学文学部英米文学科卒業。
- 1973年 - 東京都立大学 (1949-2011)大学院人文科学研究科英文学修士課程修了。
- 1973年 - 愛媛大学教養部講師就任。
- 1980年 - 愛媛大学教養部助教授就任。
- 1991年 - 愛媛大学教養部教授就任。
- 1996年 - 愛媛大学法文学部教授就任。

## 所属学会
- 日本アメリカ文学会
- 日本アメリカ文学会中・四国支部